# Tevfik Odabaşı
Tevfik Odabaşı (ur. 20 października 1981) – turecki zapaśnik w stylu wolnym. Dwukrotny olimpijczyk. Piętnasty w Atenach 2004 i jedenasty w Pekinie 2008. Startował w kategorii 60 kg.
Piąty w mistrzostwach świata w 2007, szósty w 2003. Złoty medal mistrzostw Europy w 2004, srebrny w 2006. Złoto na igrzyskach śródziemnomorskich w 2001, srebro w 2005. Trzynasty w Pucharze Świata w 2010. Wicemistrz uniwersjady w 2005. Trzeci na wojskowych mistrzostwach świata w 2003. Wicemistrz świata juniorów w 2000 roku.